# Aurora 20
Aurora 20 (FMÖ 20) var tänkt att vara en militärövning (försvarsmaktsövning) som skulle genomföras i Sverige mellan den 11 maj och den 4 juni 2020. Men den 3 april 2020 beslutade Försvarsmakten att flytta fram genomförandet på obestämd framtid p.g.a. den pågående covid-19-pandemin.
Aurora 20 var tänkt att vara den andra försvarsmaktsövningen sedan 2017 med syftet att öva förband ur samtliga försvarsgrenar samt samverkan med totalförsvaret. Övningen skulle genomföras över hela Sverige, men med tyngdpunkt på Blekinge och östra och centrala Skåne och övningsledaren var brigadgeneral Stefan Andersson. I övningen skulle 25 000 heltidsanställda, deltidsanställda och värnpliktiga samt värnpliktiga under repetitionsutbildning ha deltagit.